# Woodson (Illinois)
Woodson és una població dels Estats Units a l'estat d'Illinois. Segons el cens del 2000 tenia 559 habitants.

## Demografia
Segons el cens del 2000, Woodson tenia 559 habitants, 209 habitatges, i 165 famílies. La densitat de població era de 553,4 habitants/km².
Dels 209 habitatges en un 44% hi vivien nens de menys de 18 anys, en un 65,1% hi vivien parelles casades, en un 12,4% dones solteres, i en un 20,6% no eren unitats familiars. En el 16,7% dels habitatges hi vivien persones soles el 6,7% de les quals corresponia a persones de 65 anys o més que vivien soles. El nombre mitjà de persones vivint en cada habitatge era de 2,67 i el nombre mitjà de persones que vivien en cada família era de 2,99.
Per edats la població es repartia de la següent manera: un 28,1% tenia menys de 18 anys, un 8,8% entre 18 i 24, un 30,8% entre 25 i 44, un 24,7% de 45 a 60 i un 7,7% 65 anys o més.
L'edat mediana era de 35 anys. Per cada 100 dones de 18 o més anys hi havia 85,3 homes.
La renda mediana per habitatge era de 41.500 $ i la renda mediana per família de 44.375 $. Els homes tenien una renda mediana de 35.435 $ mentre que les dones 20.000 $. La renda per capita de la població era de 17.175 $. Aproximadament el 4,2% de les famílies i el 6,2% de la població estaven per davall del llindar de pobresa.

## Poblacions més properes
El següent diagrama mostra les poblacions més properes.